# هومبيرتو اوسوريو
هومبيرتو اوسوريو (بالإسبانية: Humberto Osorio Botello)‏ (24 يونيو 1988 بفاليدوبار في كولومبيا - ) هو لاعب كرة قدم كولومبي في مركز الهجوم. لعب مع أمريكا دي كالي وديفنسا خوستيكا وريال بلد الوليد ونادي تيخوانا ونادي ميلوناريوس ودورادوس سينالوا ونادي أياكوتشو وكوكوتا ديبورتيفو ‏ وأتليتيكو بوكارامانغا وإستوديانتس دي ماردة ‏ وسان مارتين دي سان خوان.

## روابط خارجية
- هومبيرتو اوسوريو على موقع قاعدة بيانات كرة القدم.إي يو (الإنجليزية)
- هومبيرتو اوسوريو على موقع Soccerway.com (الإنجليزية)
- هومبيرتو اوسوريو على موقع عالم كرة القدم.نت (الإنجليزية)
- هومبيرتو اوسوريو على موقع AS.com (الإسبانية)